# Myrcia compta
Myrcia compta är en myrtenväxtart som beskrevs av Mcvaugh. Myrcia compta ingår i släktet Myrcia och familjen myrtenväxter. Inga underarter finns listade i Catalogue of Life.